# Carlos Gutiérrez (trener piłkarski)
Carlos Antonio Gutiérrez Barriga (ur. 11 września 1977 w mieście Meksyk) – meksykański trener piłkarski.
Gutiérrez jako junior przez pięć lat trenował w akademii juniorskiej klubu Pumas UNAM ze stołecznego miasta Meksyk, jednak nie zdołał się przebić do pierwszej drużyny i w młodym wieku rozpoczął karierę w roli szkoleniowca. Zdobył tytuł licencjata w zarządzaniu sportem w prywatnej placówce Endicott College z miasta Beverly w stanie Massachusetts, a także uzyskał licencję trenerską angielskiej The Football Association. W latach 2005–2006 był trenerem drużyny jedenastolatków i piętnastolatków w Pumas, zaś w latach 2006–2012 pracował jako sekretarz techniczny tego klubu, zdobywając w tej roli dwa mistrzostwa Meksyku (C2009, C2011) oraz wicemistrzostwo kraju (A2007). W latach 2012–2013 był asystentem trenera Guillermo Vázqueza – swojego byłego przełożonego z Pumas – w innej ekipie ze stolicy, Cruz Azul. Wywalczył z nią swój kolejny tytuł wicemistrzowski (C2013), a także zdobył puchar Meksyku – Copa MX (C2013). W latach 2014–2015 ponownie był członkiem sztabu szkoleniowego Pumas UNAM, również jako asystent Vázqueza.
W maju 2015 Gutiérrez rozpoczął samodzielną pracę trenerską, obejmując drugoligową drużynę Zacatepec Siglo XXI.

## Statystyki kariery
| Zacatepec | 2015–2016 | Meksyk | Ascenso MX | 30 | 5 | 11 | 14 | 17% | 6 | 1 | 1 | 4 | 17% | — | — | — | — | — | — | 36 | 6 | 12 | 18 | 17% |
| Zacatepec | 2016–2017 | Meksyk | Ascenso MX |    |   |    |    |     | — | — | — | — | —   | — | — | — | — | — | — |    |   |    |    |     |
| Ogółem    | Ogółem    | Ogółem | Ogółem     | 30 | 5 | 11 | 14 | 17% | 6 | 1 | 1 | 4 | 17% | — | — | — | — | — | — | 36 | 6 | 12 | 18 | 17% |